# 阿拉伯联合酋长国军事
阿拉伯聯合大公國武装力量，官方名称联邦武装部队，总司令部在阿布達比。

## 历史
阿拉伯联合酋长国的武装部队的前身是英国人于1951年在沙迦建立的特鲁西尔阿曼监察部队，由英国陆军少校汉金·特温和两名来自阿拉伯军团的约旦军官指挥，有士兵约200人。阿联酋独立后，这支部队成转变为联邦武装部队。

## 国防体制
阿联酋武装部队总司令由联邦总统兼任，在首都阿布扎比设有武装部队总司令部。联邦武装部队总司令部下辖三个军区：西部军区（总部设在阿布扎比）、中部军区（总部设在迪拜）、北部军区（总部设在哈伊马角）。

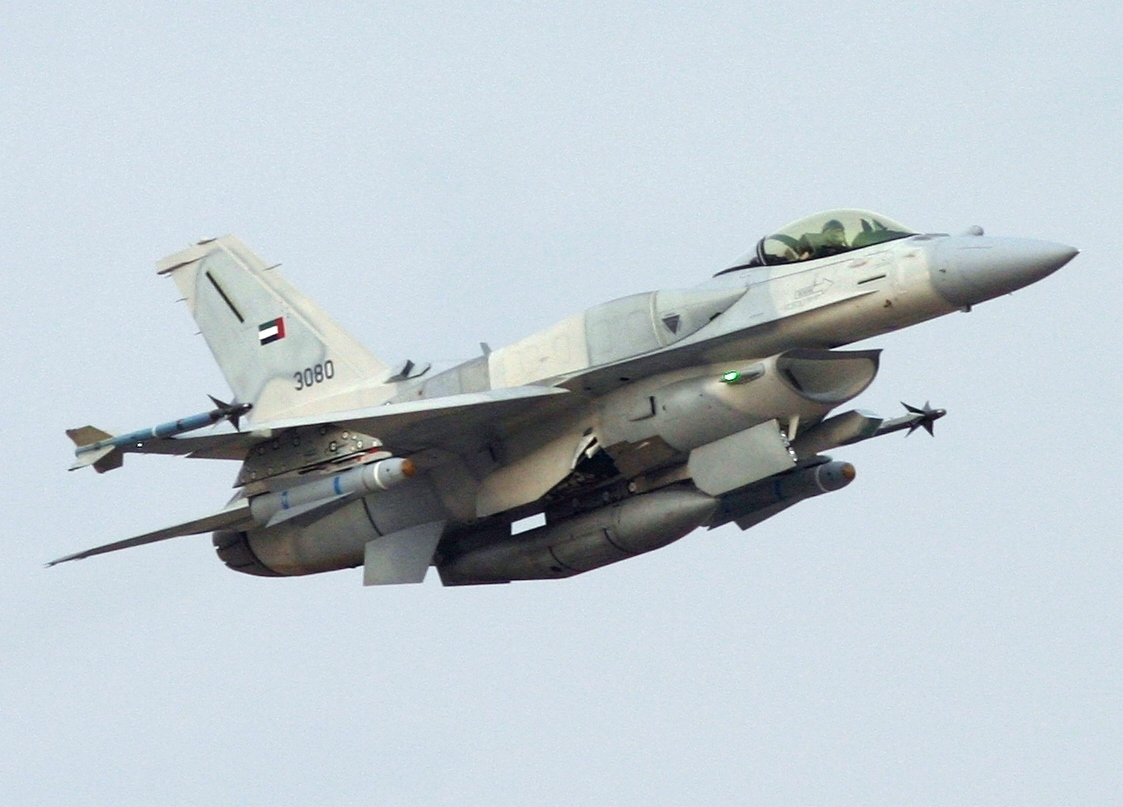
F-16戰隼戰鬥機
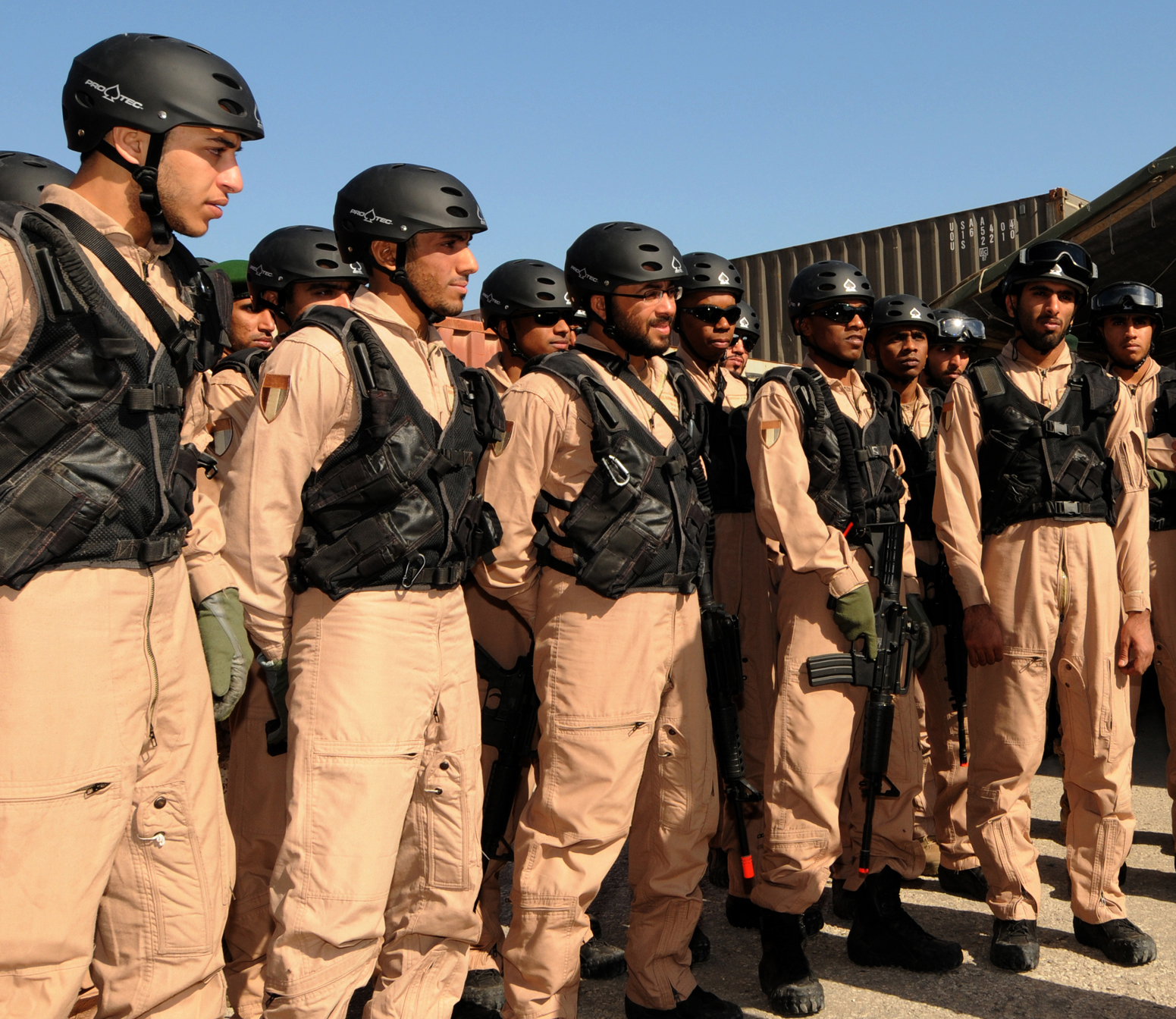
邊防步兵
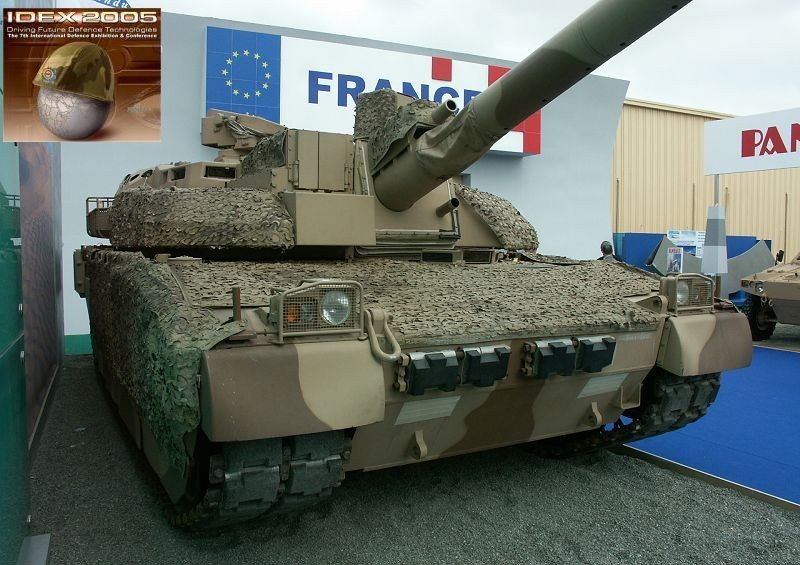
阿联酋陆军使用的勒克莱尔主战坦克